# Altaveu

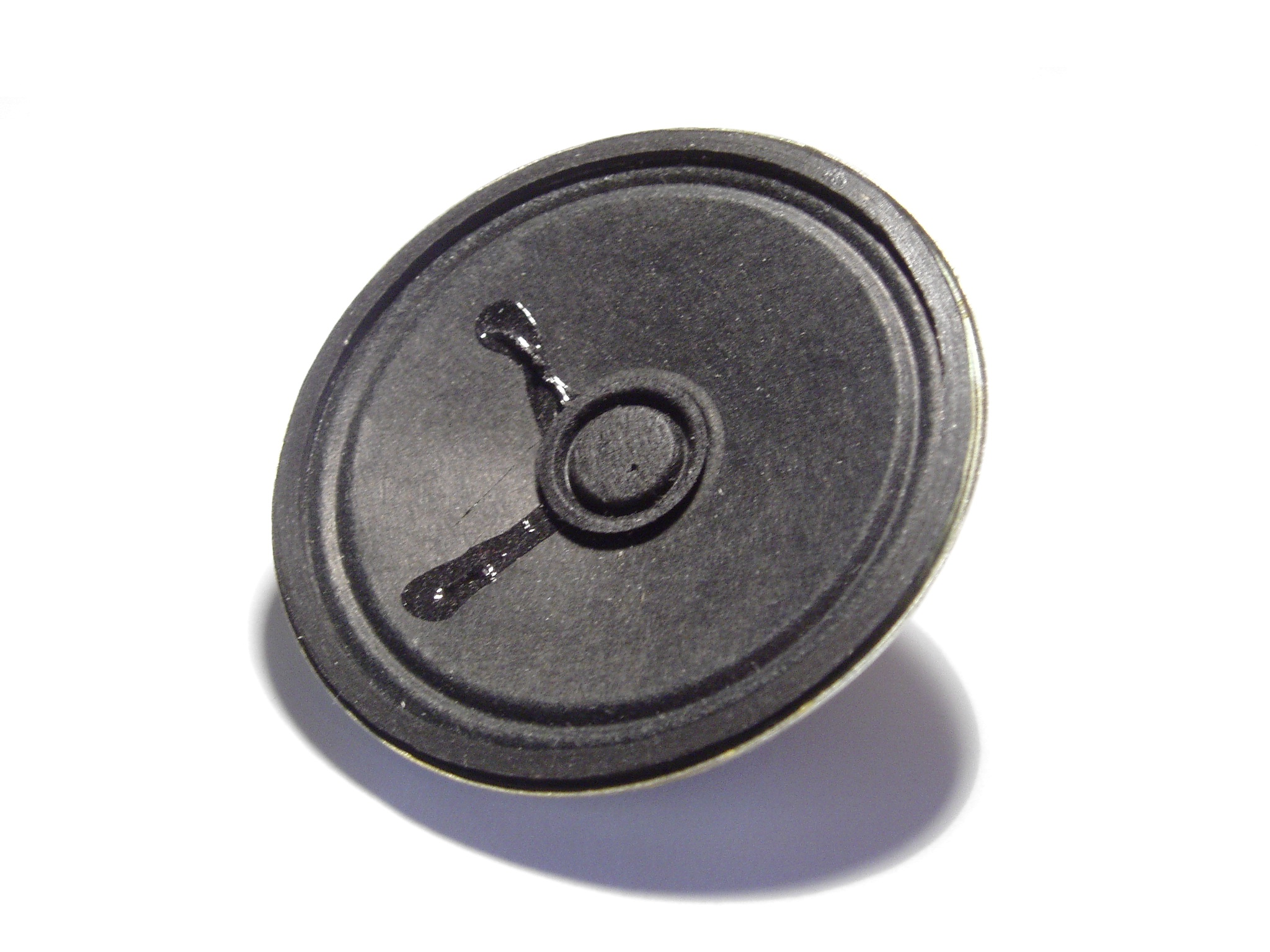
Altaveu barat de baixa fidelitat de 3.5 polzades, normalment trobat en petites ràdios

Un altaveu és un transductor electroacústic que converteix un senyal elèctric en so. En els sistemes de música és l'element que més determina la qualitat del so. En la seva versió reduïda, on s'aplica directament a l'orella de l'oient, rep el nom d'auricular.

## Història
El primer dispositiu que va permetre al públic en general escoltar música a casa va ser el fonògraf, patentat per Thomas Edison el 19 de desembre de 1877. Li va seguir el gramòfon inventat per Émile Berliner en 1888, que utilitzava suports en forma de disc. En aquests dos dispositius, no hi ha «altaveu» real: el so és emès per una membrana unida a l'agulla que està en contacte amb el suport i només està amplificat per una  botzina.

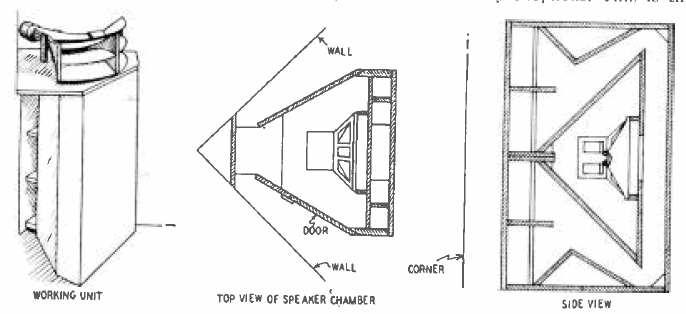
Altaveu de botzina Klipschorn fabricat per Klipsch Audio Technologies en 1948.

 El principi de la botzina acústica consisteix a realitzar una adaptació d'impedància entre la membrana emissora i l'aire ambienti. S'obté així una millora espectacular en l'eficiència de manera que les botzines segueixen sent, almenys per a les freqüències mitjanes i altes, utilitzades gairebé universalment en l'àmbit de la sonorització de potència. Per als greus, la grandària de la botzina sovint es torna prohibitiu pel que aquesta solució segueix sent poc comú, però hem d'esmentar la caixa acústica Klipschorn de Klipsch, creada en la dècada de 1940, que utilitza una botzina per a greus gràcies a aprofitar-se de les parets de la sala, col·locat en la cantonada.
Johann Philipp Reis va instal·lar un altaveu elèctric en el seu telèfon en 1861; va ser capaç de reproduir tons clars, però també podia reproduir la parla esmorteïda després d'algunes revisions. Alexander Graham Bell va patentar el seu primer altaveu elèctric (capaç de reproduir la parla intel·ligible) com a part del seu telèfon en 1876, que va ser seguit en 1877 per una versió millorada de Werner von Siemens. Durant aquest temps, Thomas Edison va rebre una patent britànica per a un sistema que usava aire comprimit com a mecanisme d'amplificació per als seus primers fonògrafs de cilindre, però finalment es va decidir per la familiar banya de metall impulsat per una membrana unida a l'agulla. En 1898, Horace Short va patentar un disseny per a un altaveu accionat per aire comprimit; després va vendre els drets a Charles Parsons, al que se li van atorgar diverses patents britàniques addicionals abans de 1910. Unes poques companyies, entre elles la Victor Talking Machine Company i Pathé, van produir reproductors de discos utilitzant altaveus d'aire comprimit. No obstant això, aquests dissenys estaven significativament limitats per la seva mala qualitat de so i la seva incapacitat per reproduir el so a baix volum. Es van utilitzar variants del sistema per a aplicacions de publicitat i, més recentment, s'han utilitzat altres variacions per provar la resistència dels equips espacials als nivells de so i vibració molt fortes que produeix el llançament de coets.

### Altaveu de bobina mòbil
El primer altaveu dinàmic (de bobina mòbil) experimentals ho va inventar Oliver Lodge en 1898. Els primers altaveus de bobina mòbil pràctics, van ser fabricats per l'enginyer danès Peter L. Jensen and Edwin Pridham en 1915, en Napa, Califòrnia. Com els altaveus anteriors, usaven botzines per amplificar el so produït per un petit diafragma. A Jensen se li van negar les patents. Sense èxit intentant vendre el seu producte a les companyies telefòniques, en 1915 van canviar la seva tàctica a les ràdios i la megafonia, anomenant al seu producte Magnavox. Jensen va ser durant anys de la invenció de l'altaveu parcialment propietari de la companyia Magnavox. Però els veritables començaments de l'altaveu de bobina mòbil tal com ho coneixem es remunten a 1925, quan Chester W. Rice i Edward W. Kellogg ho van patentar (Patenti US 1,707,570. 2), juntament amb un amplificador capaç de lliurar una potència de 1 watt per al seu dispositiu. Aquest últim, el Radiola Model 104, amb amplificador incorporat, va ser llançat a l'any següent. La diferència principal entre els intents anteriors i la patent de Rice i Kellogg és l'ajust dels paràmetres mecànics per obtenir una resposta en freqüència relativament plana. Ens referim a l'altaveu Rice-Kellogg per designar aquest primer model. No obstant això, la paternitat està en disputa, ja que s'ha realitzat un treball similar en altres països desenvolupats.
Els primers altaveus usaven electroimants perquè els imants permanents grans i potents no estaven disponibles a un preu raonable. La bobina de l'electroimant s'activava amb un corrent per un altre parell de connexions. Aquesta bobina tenia una segona funció, usant-se com una bobina de xoc filtrant l'alimentació de l'amplificador d'àudio, al que estava connectat l'altaveu. L'arrissat en alterna en el corrent, s'atenuava pel fet de passar per la bobina de xoc. No obstant això, les freqüències alternes presentin en l'alimentació de l'amplificador tendia a modular el senyal d'àudio que passava per la bobina mòbil, resultant en un brunzit audible. En 1930 Peter L. Jensen va presentar el primer altaveu comercial d'imant permanent; no obstant això, els pesats imants de ferro de l'època no eren pràctics i els altaveus amb electroimants van ser predominants fins que l'àmplia disponibilitat d'imants lleugers d'alnico va estar disponibles després de la segona guerra mundial.
Els altaveus segueixen utilitzant el mateix principi bàsic i han pres la seva forma definitiva amb bastant rapidesa, però han evolucionat molt: els materials utilitzats i el disseny i les proves amb sistemes informatitzats signifiquen que el rendiment ha experimentat un progrés considerable, fins i tot en els models per al mercat de gran consum.

### Els primers sistemes d'altaveus
En els anys 1930 els fabricants d'altaveus van començar a combinar dos o tres conjunts d'altaveus, cadascun optimitzat per a diferents bandes de freqüència, per millorar la resposta en freqüència i incrementar el nivell de pressió sonora. En 1937 El primer sistema comercial per a sales de cinema, «El sistema d'altaveu de botzina Shearer per a teatres» un sistema de dues vies es va introduir per Metre-Goldwyn-Mayer. Usava dos altaveus de 15" de baixa freqüència, un filtre d'encreuament de 375 Hz i un sol altaveu de botzina multicelular amb dos altaveus de compressió per a les altes freqüències. John Kenneth Hilliard, James Bullough Lansing i Douglas Shearer van participar en la creació del sistema. En l'Exposició General de Nova York de 1939 un sistema molt gran de megafonia de dues vies es va muntar en una torre en Flushing Meadows. Vuit altaveus de 27" de baixa freqüència dissenyats per Rudy Bozak en el seu paper com a enginyer cap de Cinaudagraph. Juntament amb altaveus d'alta freqüència fabricats per Western Electric.
En 1943 Altec Lansing va introduir el 604, que es va convertir en el seu altaveu coaxial amb més èxit. Incorporava Un altaveu de botzina d'alta freqüència que enviava el so a través d'un forat en l'imant d'un woofer de 15" per obtenir unes prestacions de font puntual. El sistema d'altaveu «Voice of the Theatre» d'Altec, presentat en 1945 oferia més claredat i coherència als alts nivells de potència necessaris a les sales de cinema. L'Acadèmia d'Arts i Ciències Cinematogràfiques ho va convertir en l'estàndard de la indústria en 1955.
En 1954 Edgar Villchur va desenvolupar el principi de la «suspensió acústica» en el disseny dels altaveus. Això permetia una millor resposta de baixos que anteriorment per a altaveus muntats en una caixa menor. Ell i el seu soci Henry Kloss van crear l'empresa Acoustic Research per fabricar sistemes d'altaveus usant aquest principi. Posteriorment, El desenvolupament en disseny de bafles i materials ha portat sensibles millores audibles.
Les millores més notables en els altaveus dinàmics moderns, i els sistemes d'altaveus que els utilitzen, han estat millores en els materials dels diafragmes, materials millorats per a imants permanents, tècniques de mesurament millorades i aplicació de l'anàlisi computaritzat pel mètode dels elements finits. En baixes freqüències, l'aplicació de la teoria de xarxes elèctriques al rendiment acústic ha permès un disseny variat de bafles iniciat per Neville Thiele en 1961 i Richard H. Small en 1973 que va marcar un avanç decisiu en el modelatge permetent l'explotació eficient d'aquest tipus de càrrega. Tant és així que els paràmetres electromecànics dels altaveus ara estan associats al seu nom sota la denominació de Paràmetres de Thiele i Small o «Paràmetres T/S».
Per a la construcció de la caixa pròpiament, si bé encara s'utilitza molt la fusta, cada vegada s'utilitzen més materials sintètics. A més de les seves pròpies qualitats, permet formes complexes, més adequades per a una bona acústica que un paral·lelepípede, la qual cosa era impossible a un preu raonable amb materials tradicionals.

## Altaveus dinàmics
El disseny tradicional està format per dues parts: un con semi-rígid, que està subjectat a una bobina, normalment de coure. Aquesta bobina està orientada de forma coaxial amb un imant permanent. Quan el senyal elèctric recorre la bobina fa oscil·lar la part semi-rígida, i es produeix el so. L'altaveu consta d'una membrana, generalment de cartró i de forma cònica, unida a una bobina que rep el corrent elèctric del senyal. Aquesta bobina està localitzada dins d'un potent imant i, per efecte electromagnètic, es mou quan el corrent elèctric la travessa. El moviment vibratori de la bobina es transmet immediatament al con de cartró al qual està fixada. Així es produeix el so.

## Altres altaveus dinàmics
Altres altaveus dinàmics fan servir una cúpula en lloc d'un con.

## Tipus d'altaveus
Existeixen molts tipus més, però aquests són els més comuns i usats.
- Altaveu dinàmic o Altaveu de bobina mòbil: El senyal elèctric d'entrada actua sobre la bobina mòbil que crea un camp magnètic que varia de sentit d'acord amb aquest senyal. Aquest Flux magnètic interactua amb un segon flux magnètic continu, generat normalment per un imant permanent que forma part del cos de l'altaveu, produint-una atracció o repulsió magnètica que desplaça la bobina mòbil, fent que el diafragma s'adhereixi a ella. Al vibrar el diafragma es mou l'aire que té situat enfront d'ell, generant així variacions de pressió en aquest o, cosa que és el mateix, ones sonores.
- Altaveu electroestàtic o Altaveu de condensador: Aquests altaveus tenen una estructura de condensador, amb una placa fixa i una altra mòbil (el diafragma), entre les quals s'emmagatzema l'energia elèctrica subministrada per una font de tensió contínua. Quan s'incrementa l'energia emmagatzemada entre les plaques, es produeix una força d'atracció o repulsió elèctrica entre elles, donant lloc al fet que la placa mòbil es mou creant una pressió útil. Tenen major cost que els dinàmics.
- Altaveu piezoelèctric: En aquests altaveus el motor és un material piezoelèctric, que al rebre una diferència de tensió entre diferents superfícies metal·litzades experimenta allargaments i compressions. Si s'uneix a una de les cares un con abotzinat, aquest patirà desplaçaments capaços de produir una pressió radiada en freqüència audible. Es poc lineal, amb baix rendiment i es limita el seu ús a altes freqüències. S'aplica en rellotges, telèfons mòbils, càmeres fotogràfiques i de vídeo, joguines, impressores, microones, vehicles, etc.
- Altaveu de cinta: L'altaveu de cinta té un funcionament similar a l'altaveu dinàmic, però amb diferències notables. La més òbvia, en lloc de bobina, el nucli és una cinta corrugada.
- Altaveu de panell o altaveu de modes distribuïts: Les seves propietats elèctriques, mecàniques i acústiques difereixen dràsticament dels altaveus convencionals, ja que usen el principi de distribució òptima dels modes de vibració d'una làmina rígida prima que han estat excitats per un petit transductor en un punt del panell. D'aquesta manera, s'aconsegueix radiar un ampli marge de freqüències en totes direccions amb un nivell de pressió considerable i una distorsió molt baixa
- Pantalla infinita: És un sistema de col·locació per altaveus dinàmics, que consisteix a integrar l'altaveu en una gran superfície plana (per exemple, una paret) amb un forat circular en el centre (on va allotjat el con de l'altaveu).
- Altaveu amb reflector de baixos: És un sistema de construcció d'altaveus per millorar la resposta en baixes freqüències. En una de les parets de la caixa s'obre una porta (orifici en forma de tub) i tots els paràmetres que afecten al volum intern de la caixa estan previstos perquè l'aire a l'interior del tub ressoni en una baixa freqüència determinada.
- Radiant auxiliar de greus. Com el reflector de baixos, la seva finalitat és proporcionar un reforç de greus. En lloc d'un simple orifici en forma de tub convencional, aquest tub es plega en forma de laberint.
- Altaveu de càrrega amb botzina: La botzina és un con alimentat per un motor que permet augmentar el senyal elèctric d'entrada fins a 10 dB a la sortida, amb el que són molt emprades quan cal gran volum sonor.
- Altaveu actiu. Tipus d'altaveu caracteritzat per l'ús de filtres actius (digitals o analògics), en lloc de filtres passius, per dividir l'espectre d'audiofreqüència en intervals compatibles amb els transductors emprats. El senyal és amplificat després de la divisió de freqüències amb un amplificador dedicat per cada transductor.

## Sistemes
El disseny del sistema d'altaveus implica percepcions subjectives del timbre i la qualitat del so, mesures i experiments. Ajustar un disseny per millorar el rendiment es fa utilitzant una combinació de teoria de la ciència magnètica, acústica, mecànica, elèctrica i de materials, i es fa un seguiment amb mesures d'alta precisió i les observacions d'oients experimentats. Algunes de les qüestions que han d'afrontar els dissenyadors d'altaveus i conductors són la distorsió, lobing acústic, efectes de fase, resposta fora de l'eix i artefactes creuats. Els dissenyadors poden utilitzar una cambra anecoica per assegurar que el parlant pot ser mesurat independentment dels efectes de la sala, o qualsevol de les diverses tècniques electròniques que, en certa manera, substitueixen aquestes cambres. Alguns desenvolupadors van evitar les cambres anecoiques a favor de configuracions específiques estandarditzades de sales destinades a simular condicions d'escolta reals.
Els controladors electrodinàmics individuals proporcionen el seu millor rendiment dins d'un interval de freqüència limitat. Múltiples controladors (per exemple, subjugadors, woofers, controladors de rang mitjà i tuitadors) es combinen generalment en un sistema d'altaveus complet per proporcionar rendiment més enllà d'aquesta restricció. Els tres sistemes de radiació sonora més utilitzats són els conductors de tipus con, cúpula i banya.

### Controladors d'abast complet

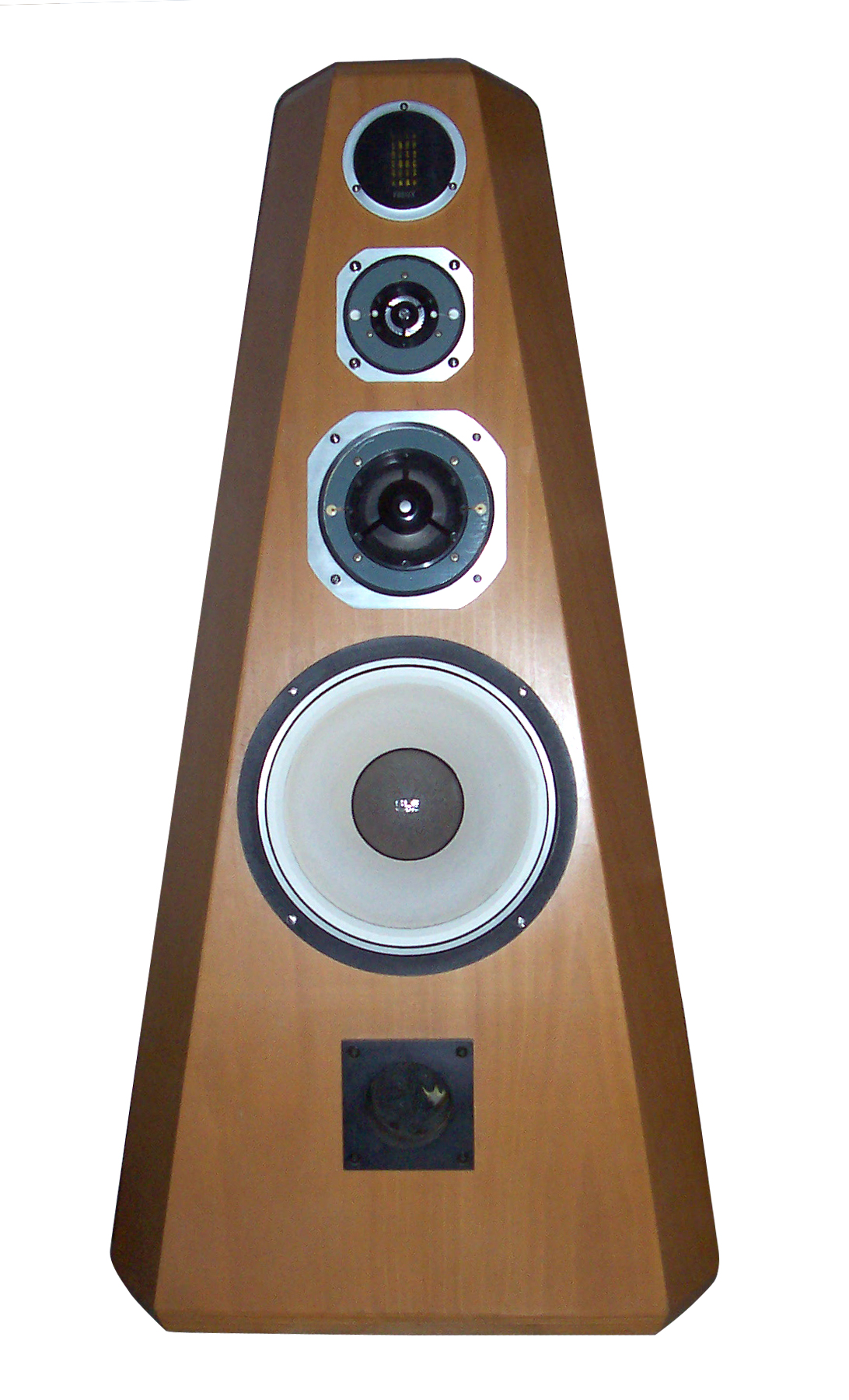
Un sistema d'altaveus de quatre vies i alta fidelitat. Cadascun dels quatre controladors emet un rang de freqüència diferent; la cinquena obertura a la part inferior és un port reflex de baix.

Un controlador de gran abast o complet és un controlador d'altaveu dissenyat per ser utilitzat sol per reproduir un canal d'àudio sense l'ajuda d'altres controladors i, per tant, ha de cobrir el rang de freqüència d'àudio requerit per l'aplicació. Aquests controladors són petits, típicament de 3 a 8 polzades (7,6 a 20,3 cm) de diàmetre per permetre una resposta raonable d'alta freqüència, i acuradament dissenyats per donar sortida de baixa distorsió a freqüències baixes, encara que amb un nivell de sortida màxim reduït. Els controladors de rang complet es troben, per exemple, en sistemes de megafonia, en televisors, ràdios petites, intèrfons i alguns altaveus d'ordinador.
En els sistemes d'altaveus d'alta fidelitat, l'ús de controladors d'ampli abast pot evitar interaccions no desitjades entre múltiples controladors causats per problemes de localització del controlador no coincidents o de xarxa creuada, però també pot limitar la resposta de freqüència i les habilitats de sortida (especialment a freqüències baixes). Els sistemes d'altaveus d'alta fidelitat construïts amb controladors d'ampli abast poden requerir recintes grans, elaborats o costosos per aproximar-se al rendiment òptim.
Els controladors de rang complet sovint utilitzen un con addicional anomenat whizzer: un con petit i lleuger unit a l'articulació entre la bobina de veu i el con primari. El con de gasoil estén la resposta d'alta freqüència del conductor i amplia la seva directivitat d'alta freqüència, que d'altra manera es reduiria considerablement a causa del material del con de diàmetre exterior que no aconsegueix mantenir-se al dia amb la bobina de veu central a freqüències més altes. El con principal en un disseny de whizzer es fabrica per flexionar més en el diàmetre exterior que en el centre. El resultat és que el con principal proporciona freqüències baixes i el whizzer les més altes. Atès que el con és més petit que el diafragma principal, la dispersió de sortida a altes freqüències és millorada en relació amb un diafragma més gran equivalent.
Els controladors d'abast limitat, també utilitzats sols, es troben típicament en ordinadors, joguines i ràdios de rellotge. Aquests conductors són menys elaborats i menys cars que els conductors de gran abast, i poden veure's greument compromesos a encaixar en llocs de muntatge molt petits. En aquestes aplicacions, la qualitat del so és una prioritat baixa.

### Subwoofer

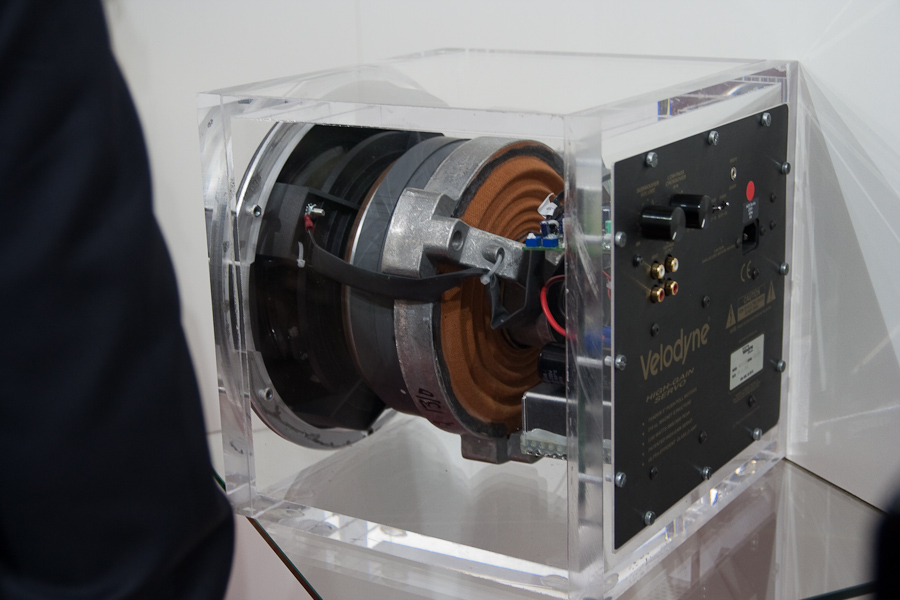
Subwoofer Velodyne.

Un subwoofer és un controlador woofer utilitzat només per a la part més baixa de l'espectre d'àudio: típicament per sota de 200 Hz per a sistemes de consum, per sota de 100 Hz per a so professional en directe, i per sota de 80 Hz en sistemes aprovats per THX. Com que el rang previst de freqüències és limitat, el disseny del sistema subwoofer és normalment més senzill en molts aspectes que per als altaveus convencionals, sovint consisteix en un sol controlador tancat en un recinte adequat. Atès que el so en aquest rang de freqüència es pot doblegar fàcilment al voltant de les cantonades per difracció, l'obertura de l'altaveu no ha d'enfrontar-se al públic, i els subteixons es poden muntar a la part inferior del recinte, mirant cap al terra. Això es veu alleujat per les limitacions de l'oïda humana a freqüències baixes; aquests sons no es poden localitzar a l'espai, a causa de les seves grans longituds d'ona comparades amb freqüències més altes que produeixen efectes diferencials a les orelles a causa de l'ombra del cap, i la difracció al seu voltant, de la qual confiem per a pistes de localització.
Per a reproduir amb precisió notes de baix molt baix, els sistemes de subwoofer han de ser construïts sòlidament i degudament trenats per evitar sons no desitjats de les vibracions del gabinet. Com a resultat, els bons subwoofers solen ser bastant pesats. Molts sistemes de subwoofer inclouen amplificadors de potència integrats i filtres subsònics electrònics, amb controls addicionals rellevants per a la reproducció de baixa freqüència (per exemple, un pom creuat i un interruptor de fase). Aquestes variants es coneixen com a subwoofers actius o alimentats. En canvi, els subwoofers passius requereixen amplificació externa.
En instal·lacions típiques, els subcoberts estan físicament separats de la resta d'armaris d'altaveus. A causa del retard de propagació i el posicionament, la seva sortida pot estar fora de fase amb la resta del so. En conseqüència, l'amplificador de potència d'un subwoofer sovint té un ajust de retard de fase que es pot utilitzar per millorar el rendiment del sistema en el seu conjunt. Els subwoofers són àmpliament utilitzats en grans concerts i sistemes de reforç de so de mida mitjana. Els armaris de subwoofer sovint es construeixen amb un port reflex de baix, una característica de disseny que si s'enginyeria adequadament millora el rendiment del baix i augmenta l'eficiència.

### Woofer

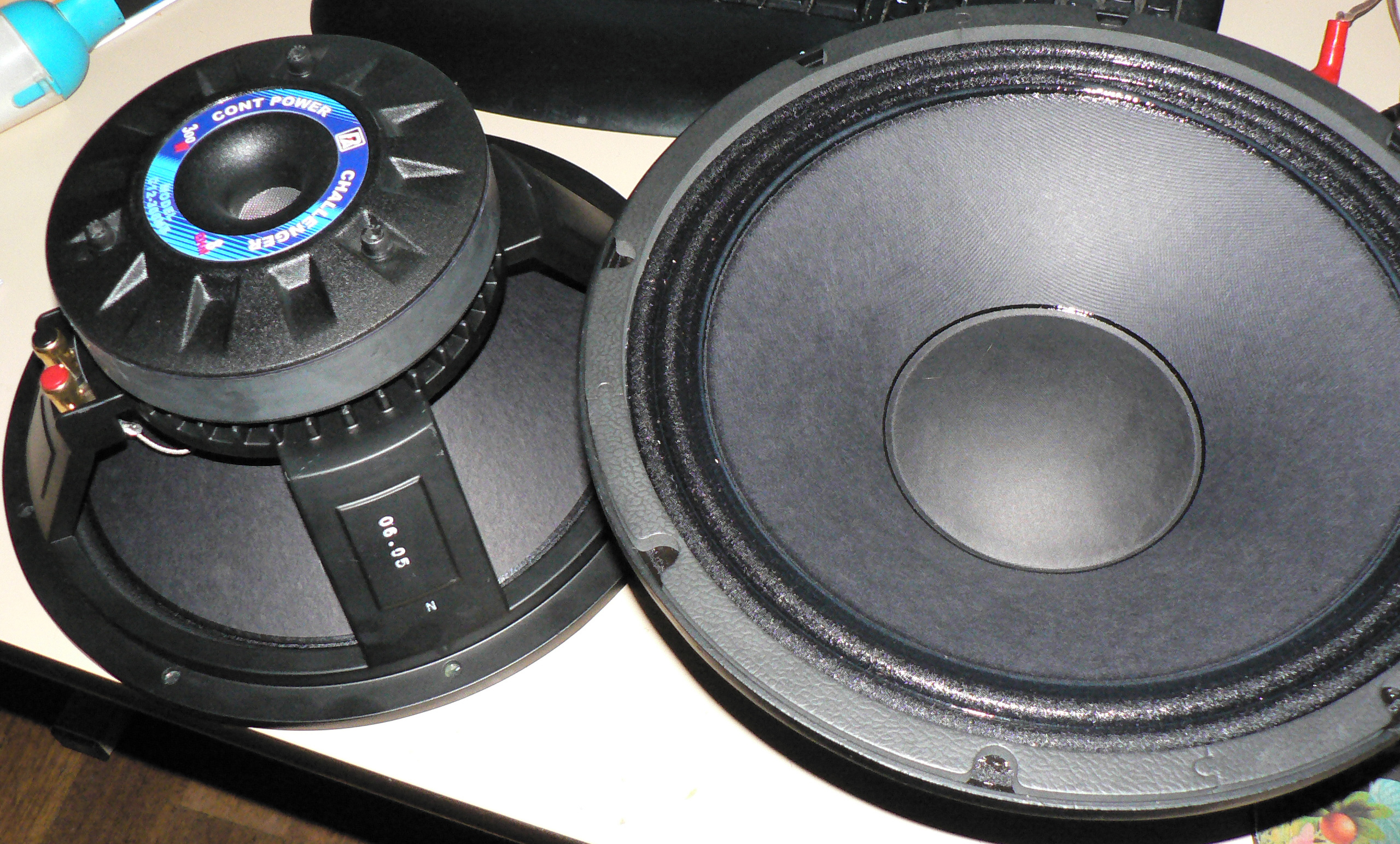
Fotografia d'un woofer.

Un woofer és un controlador que reprodueix freqüències baixes. El conductor treballa amb les característiques del recinte de l'altaveu per produir freqüències baixes adequades. Alguns sistemes d'altaveus utilitzen un woofer per a les freqüències més baixes, de vegades prou bé perquè no es necessiti un subwoofer. A més, alguns altaveus utilitzen el woofer per manejar freqüències mitjanes, eliminant el controlador de rang mitjà.

### Controlador de rang mitjà
Un altaveu de rang mitjà és un altaveu que reprodueix una banda de freqüències generalment entre 1–6 kHz, altrament conegudes com a freqüències mitjanes (entre el woofer i el tweeter). Els diafragmes de controladors de rang mitjà poden ser fets de paper o materials compostos i poden ser conductors de radiació directa (més aviat com els més petits) o poden ser controladors de compressió (més aviat com alguns dissenys de tuitaires). Si el controlador de rang mitjà és un radiador directe, pot ser muntat en el desconcert frontal d'un recinte d'altaveus, o, si un controlador de compressió, muntat a la gola d'una banya per a un nivell de sortida afegit i el control del patró de radiació.

### Tweeter

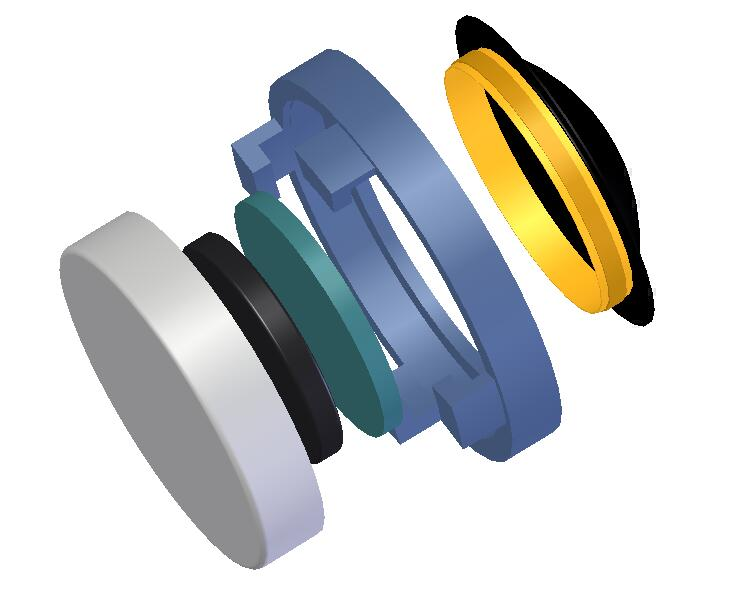
Vista explotada d'un tweeter de cúpula.

Un Tweeter és un controlador d'alta freqüència que reprodueix les freqüències més altes en un sistema de parlants. Un problema important en el disseny del tuitador és aconseguir una àmplia cobertura de so angular (resposta fora de l'eix), ja que el so d'alta freqüència tendeix a deixar l'altaveu en feixos estrets. Els tuitadors de dom tou es troben àmpliament en els sistemes d'estèreo domèstics, i els controladors de compressió carregats de banyes són comuns en el reforç de so professional. Els piuladors de cinta han guanyat popularitat a mesura que la potència de sortida d'alguns dissenys s'ha incrementat a nivells útils per al reforç de so professional, i el seu patró de sortida és ample en el pla horitzontal, un patró que té aplicacions convenients en el so de concert.

### Controladors coaxials
Un controlador coaxial és un controlador d'altaveus amb dos o més controladors concèntrics combinats. Els conductors coaxials han estat produïts per Altec, Tannoy, Pioneer, KEF, SEAS, B&C Speakers, BMS, Cabasse i Genelec.

## Actualitat
Actualment, els ordinadors venen amb altaveus incorporats; un de gros i un parell de petits, juntament amb el controlador de volum. Fins i tot hi ha un festival: El Festival de l'altaveu a Sant Boi de Llobregat.

## Altres tecnologies
Els altaveus també poden ser piezoelèctrics i electroestàtics.